# اوسترتیتسه
اوسترتیتسه (به چکی: Ostřetice) یک منطقهٔ مسکونی در جمهوری چک است که در ناحیه کلاتووی واقع شده‌است. اوسترتیتسه ۵٫۰۷ کیلومتر مربع مساحت و ۶۱ نفر جمعیت دارد و ۴۱۵ متر بالاتر از سطح دریا واقع شده‌است.